# Joe Rogan

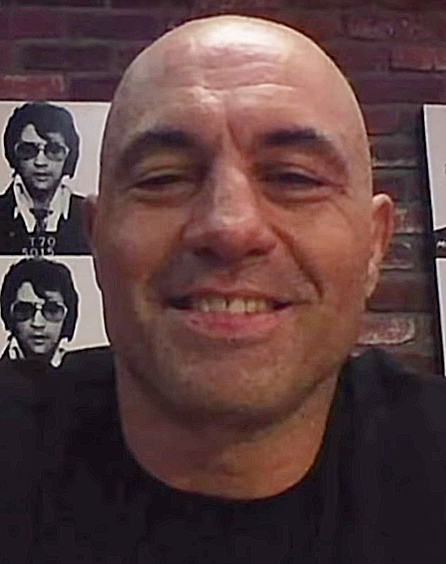
Joe Rogan (2017)

Joseph James „Joe“ Rogan (* 11. August 1967 in Newark, New Jersey) ist ein US-amerikanischer Podcaster, Mixed-Martial-Arts-Kommentator, Stand-up-Comedian und Unternehmer. Im Jahr 2009 startete er seinen ersten Podcast, The Joe Rogan Experience, der zu einem der meistgehörten Podcasts weltweit wurde.
Rogan begann seine Karriere als Stand-up-Comedian 1988. Ab 1994 arbeitete er auch als Schauspieler. Ab 1997 arbeitete er für Ultimate Fighting Championship (UFC) als Interviewer und Kommentator. Rogan veröffentlichte sein erstes komplettes Comedy-Programm im Jahr 2000 und veröffentlichte danach noch sieben weitere. Ab 2001 war er der Moderator mehrerer Fernsehshows, darunter Fear Factor, The Man Show und Joe Rogan Questions Everything. Bekannt ist er außerdem als Befürworter der Cannabis-Legalisierung; auch die Einnahme von LSD, Psilocybinhaltigen Pilzen und DMT unterstützt er.

## Kindheit und Ausbildung
Joseph James Rogan wurde am 11. August 1967 in Newark, New Jersey, geboren. Seine Vorfahren waren zu einem Viertel irisch und zu drei Vierteln italienisch. Sein Vater Joseph war Polizist in Newark. Als Rogan fünf Jahre alt war, ließen sich seine Eltern scheiden. Seit dem siebten Lebensjahr hat Rogan keinen Kontakt mehr zu seinem Vater. Er sagte später über ihn: „Alles, woran ich mich bezüglich meines Vaters erinnere, sind diese blitzartigen Episoden von häuslicher Gewalt … Aber ich möchte mich nicht über meine Kindheit beschweren. Nichts wirklich Schlimmes ist mir je passiert … Ich hasse ihn nicht.“ Als Rogan sieben Jahre alt war, zog seine Familie nach San Francisco, Kalifornien. dann nach Gainesville in Florida, schließlich nach Newton Upper Falls, Massachusetts. Dort besuchte er die Newton South High School, die er 1985 mit einem High School Diploma abschloss.
Rogan entwickelte sein Interesse an Kampfkunst als junger Teenager. Er beschrieb die Zeit später wie folgt: „Es war das Erste in meinem Leben, was mir das Gefühl gab, dass Hoffnung besteht, dass ich nicht ein Leben lang ein Verlierer sein würde. Also investierte ich viel Zeit.“ Ab dem vierzehnten Lebensjahr trainierte er Karate. Außerdem nahm er an Taekwondo-Wettkämpfen teil. Als Rogan 19 Jahre alt war, gewann er die US Open Championships in der Klasse der Leichtgewichte. Er war unangefochten der Vollkontaktmeister in Massachusetts für vier aufeinander folgende Jahre und wurde Trainer in dem Sport. Des Weiteren betrieb Rogan Kickboxen und hielt einen Rekord im 2-1. Mit 21 Jahren hörte Rogan mit Wettkämpfen auf, da er unter ständigen Kopfschmerzen litt und Angst vor irreversiblen Verletzungen hatte. Er besuchte kurz die University of Massachusetts, Boston, brach aber das Studium ohne Abschluss ab.

## Karriere

### Comedy
„Ich hatte kein richtiges Ziel, bis ich Stand-up-Comedian wurde. Ich machte mir große Sorgen um meine Zukunft. Ich konnte mir nicht vorstellen in einem normalen Job jeden Tag von neun bis 17 Uhr zu arbeiten für den Rest meines Lebens“

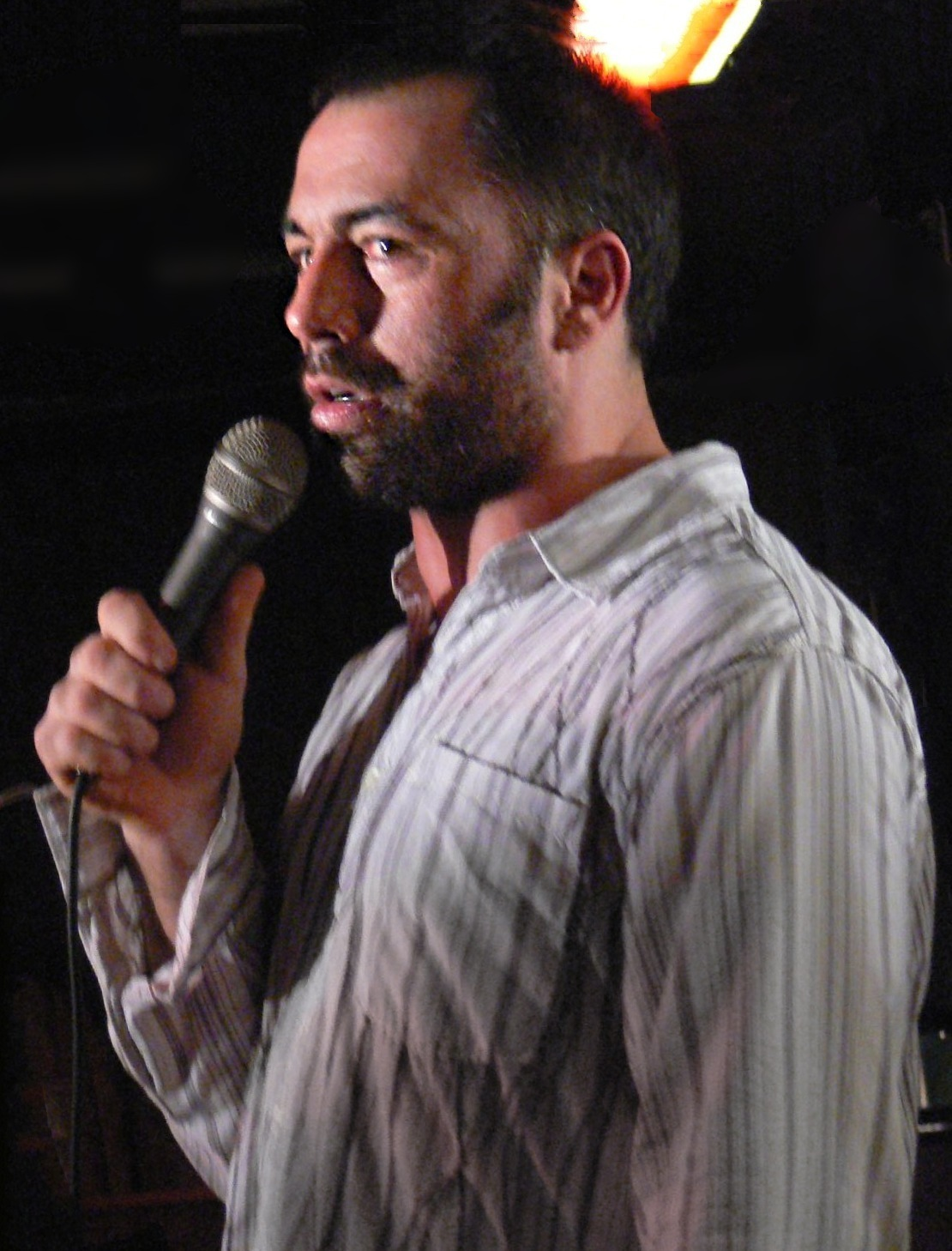
Joe Rogan (2011)

Rogan hatte zuerst nicht die Absicht, professioneller Stand-up-Comedian zu werden. Er dachte stattdessen über eine Karriere als Kickboxer nach. Rogans Freunde aus dem Kampfsport ermutigten ihn dazu, es als Stand-up-Comedian zu versuchen, da sie ihn für talentiert hielten. Mit 21, nachdem er an seinem Programm sechs Monate gearbeitet hatte, trat er das erste Mal am 27. August 1988 im Stitches Comedy Club in Boston auf. Während seiner Anfangszeit als Comedian hatte er mehrere Nebenjobs, um sich über Wasser zu halten. Dazu zählten Kampfsportunterricht an der Boston University in Revere, Massachusetts, Zeitungsaustragen, Limousinenfahren, Arbeit auf dem Bau und Hilfsjobs für einen Privatdetektiv. Nach einem Auftritt bot Jeff Sussman Rogan an, ihn zu managen, was er annahm. 1990 zog Rogan nach New York als Vollzeit-Comedian. Er verdiente nicht viel Geld und lebte sechs Monate bei seinem Großvater in Newark. Später sagte Rogan, dass er von Richard Jen, Lenny Bruce, Sam Kinison und Bill Hicks in seiner Comedy-Karriere inspiriert wurde.
1994 begann Rogan, am Comedy Store in Hollywood aufzutreten. Die Besitzerin Mitzi Shore machte ihn zu einem regelmäßigen Act. Die nächsten dreizehn Jahre trat er dort ohne Bezahlung auf und spendierte dem Club ein neues Soundsystem.
Im Dezember 1999 nahm er sein erstes Comedy-Album auf, bestehend aus zwei Shows in der Faneuil Hall in Boston. Es wurde für das Album I’m Gonna Be Dead Some Day… („Ich werde irgendwann tot sein…“) im August 2000 veröffentlicht. Das Album wurde regelmäßig in der Howard Stern Show gespielt und häufig bei Napster heruntergeladen. Das Album enthielt auch den Song Voodoo Punanny, der später als Single veröffentlicht wurde. Zur selben Zeit arbeitete Rogan auch an Ideen für einen Film mit seinem Freund, dem Comedian Chris McGuire. Er begann auch einen Blog zu schreiben auf seiner Website JoeRogan.net, der ihm half, seine Stand-up-Sets zu verbessern und Themen zu reflektieren.
2005 nutzte er sein angespartes Gehalt von Fear Factor, um sein zweites Comedy-Set zu filmen Joe Rogan: Live in Phoenix, Arizona. Das Set wurde 2007 erstmals auf Showtime ausgestrahlt. Rogan engagierte ebenfalls ein Filmteam, um seine Comedy-Tourneen zu filmen. Die Aufnahmen postete er auf seiner Webseite im Rahmen der Joe Show Serie.
2005 schrieb Rogan einen Blogeintrag, in dem er den Komiker Carlos Mencia bezichtigte, seine Witze zu stehlen, was er schon seit 1993 behauptet hatte und gab ihm den Spitznamen „Carlos Menstealia“ (Carlos Men-stehl-ia). Der Streit hatte seinen Höhepunkt im Februar 2007, als Rogan Mencia auf der Bühne von The Comedy Store in Hollywood konfrontierte. Ein Video davon wurde auf YouTube hochgeladen zusammen mit Kommentaren von anderen Comedians wie Goerge Lopez, Boby Levy, Bobby Lee und Ari Shaffir. Daraufhin wurde Rogan von seiner Agentur gefeuert, die gleichzeitig Mencia managte. Ebenso wurde ihm verboten, im Comedy Store weiter aufzutreten, weshalb er seine Auftritte in den Hollywood Improv Comedy Club verschieben musste. Rogan erzählte später, dass jeder andere Comedian, den er traf, über die Aktion glücklich war und ihm dankte. Außerdem hätte er fünf Minuten später einen Vertrag bei der neuen William Morris Agentur unterzeichnet. 2013 trat Rogan wieder im Comedy Store auf, als Unterstützung für Ari Shaffir, der sein erstes Set dort filmte.
Im April 2007 wurde Rogans viertes Comedy-Set Shiny Happy Jihad von Comedy Central Records veröffentlicht.

### Fernsehen
1994 zog Rogan nach Los Angeles, weil er sich dort eine bessere Karriere erhoffte. Sein erster nationaler Fernsehauftritt war in der MTV-Comedy-Show Half-Hour Comedy Hour. Nach seinem Auftritt bot die Firma ihm einen Drei-Jahres-Vertrag an und eine Rolle in der Dopey Game Show für 500 Dollar. Dieses lehnte Rogan ab, aber bat Sussmann, anderen Sendern Aufnahmen von seiner Performance zu schicken, was dazu führte, dass sich die Sender mit Angeboten gegenseitig überboten. Nach einer Verhandlungszeit unterzeichnete Rogan einen Vertrag bei Disney. Von 1995 bis 1999 war Rogan Teil der Sitcom NewsRadio von NBC als Joe Garrelli, ein Elektriker bei dem fiktiven Radiosender. Zuerst sollte die Rolle von Ray Romano gespielt werden, aber er wurde nach einer Probe entlassen und durch Rogan ersetzt. Rogan arbeitete mit den Schreibern der Show zusammen, um die Rolle zu verbessern, bevor die Show on air ging. Später beschrieb er die Figur als „eine vereinfachte und zensierte Version von mir selbst.“ Später sah Rogan das Schauspielern als einen einfachen Job, den er nur des Geldes wegen ausübte. Er bezeichnete seine Rolle bei NewsRadio als „Traumjob“, der es ihm ermöglichte finanziell sicher zu sein, während er sich als Stand-up-Comedian weiter entwickelte.
Ab 1999 war Rogan bei Warner Bros. Records unter Vertrag und begann Pläne umzusetzen für seine eigene Show und Sitcom bei Fox, die Joe Rogan Show. Die Show, die von Bill Master mitgeschrieben wurde, sollte Rogan als „angenehmen Sportkommentator, der als Quotenmann in einer Frauenshow ähnlich „The View“ landet, darstellen.“ Im Februar 2003 wurde Rogan Co-Moderator der The Man Show bei Comedy Central zusammen mit Doug Stanhope, nachdem Jimmy Kimmel und Adam Carolla die Show verlassen hatten. Nach einem Jahr gab es immer mehr Auseinandersetzungen mit Comedy Central darüber, wie die Show geschnitten wurde. Rogan sagte: „Ich wurde etwas hinters Licht geführt. Man hatte mir gesagt: ‚Wenn irgendwo Nacktheit auftaucht, schneiden wir das raus. Wenn du Schimpfwörter benutzt, dann wird das rausgeschnitten.‘ Am Ende war das nicht so.“ Die Show wurde 2004 eingestellt. 2013 moderierte Rogan seine eigene Fernsehshow mit dem Namen Joe Rogan Questions Everything („Joe Rogan stellt alles in Frage“) auf dem Sender SyFy. Die Show drehte sich um dieselben Themen wie sein Podcast. Unter anderem wurde die Existenz von Bigfoot und UFOs in Frage gestellt. Andere Comedians wirkten in der Show mit. Außerdem auch Experten und Wissenschaftler. Ziel war es, „einige Dinge ein für alle Mal aus der Welt zu schaffen… von einer unvoreingenommenen Perspektive aus“.
Er moderierte den Dokumentarfilm The Union: The Business Behind Getting High und wurde in den Filmen Marijuana: A Chronic History und The Culture High gefeaturet. Er war Moderator im Dokumentarfilm DMT: The Spirit Molecule im Jahr 2010.

### Kampfsport-Kommentator

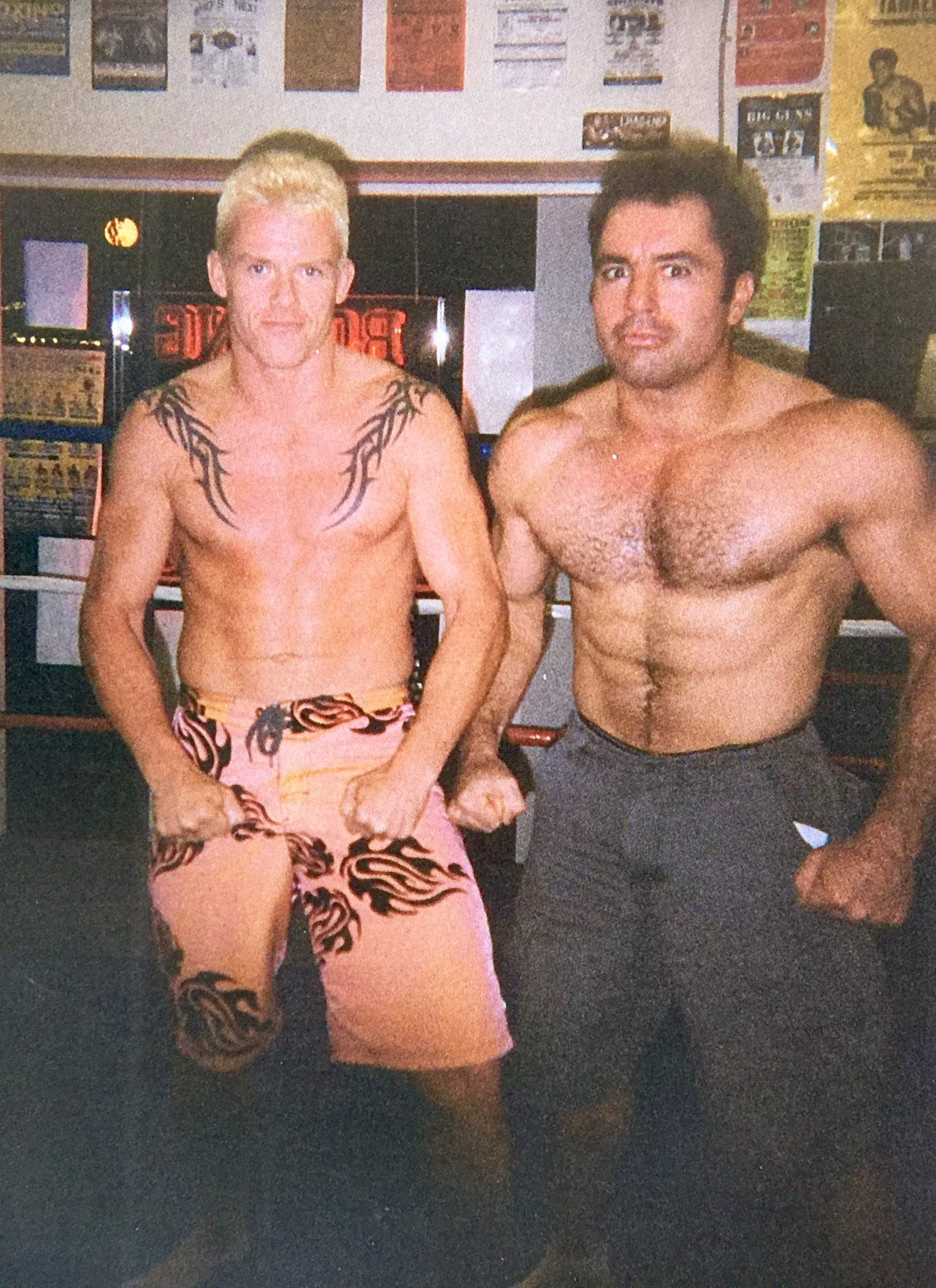
Rogan (rechts) posiert mit Kampfsportler Gerald Strebendt (ca. 2002)

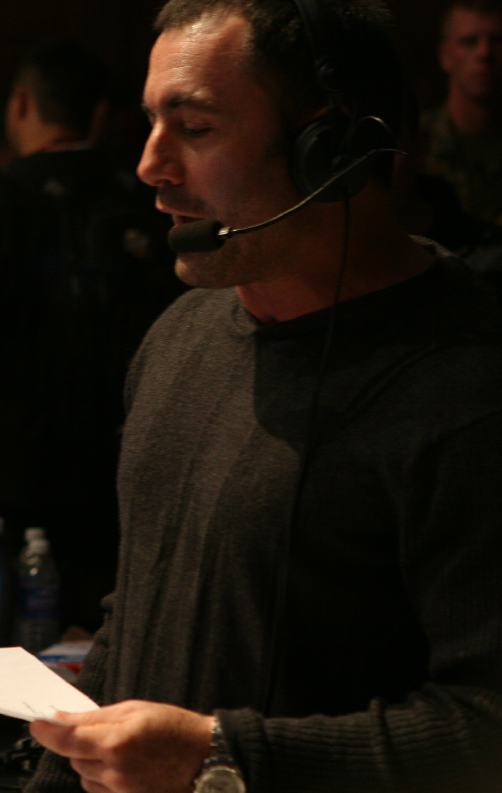
Rogan als Kommentator für UFC (2006)

Rogan arbeitete zuerst im Bereich der Mixed Martial Arts für die Ultimate Fighting Championship (UFC) als Interviewer. Er begann sich 1994 für Jiu-Jitsu zu interessieren, nachdem er Royce Gracie in seinem Kampf in UFC 2: No Way Out beobachtete. Er erhielt einen Job in der Organisation, da sein Manager Sussmann mit dem Produzenten Campbell McLaren befreundet war. Nach zwei Jahren gab er den Job auf, da die Reisekosten zu den Events zu hoch waren. Nachdem UFC von Zuffa im Jahr 2001 gekauft wurde, freundete sich Rogan mit dem neuen Präsidenten Dana White an. Dieser bot ihm einen Job als Kommentator an. Im Jahr 2002 wurde Rogan ohne Gehalt angestellt, mit der Bedingung, dass er und seine Freunde Freitickets zu den UFC-Events erhielten. Nach ungefähr fünfzehn unbezahlten Gigs wurde Rogan als fester Kommentator bezahlt angestellt und arbeitete neben Mike Goldberg bis 2016. Rogan gewann den Wrestling Observer Newsletter Award für den Besten TV-Kommentator zweimal. Er wurde viermal zur MMA-Persönlichkeit des Jahres gewählt von den World MMA Awards. 2006 war Rogan Moderator der wöchentlichen UFC-Fernsehshow Inside the UFC.
2001 nahm Rogan eine Stelle bei NBC als Moderator von Fear Factor an. In einem Interview im Jahr 2015 mit Art Bell sagte Rogan, dass er glaubte, dass Fear Factor nach einigen Episoden eingestellt werden würde. Er hätte den Job nur angenommen, um Material aus dem echten Leben für seine Stand-up-Sets zu sammeln. Durch die regelmäßigen Auftritte im nationalen Fernsehen kamen mehr Zuschauer zu Rogans Comedy-Sets. Fear Factor blieb für sieben Staffeln erhalten von 2001 bis 2006 und 2011 bis 2012.

### PodcastThe Joe Rogan Experience
Im Dezember 2009 startete Rogan einen kostenlosen Podcast mit seinem Freund und Comedian Brian Redban. Die erste Episode wurde am 24. Dezember 2009 aufgenommen und war zunächst ein wöchentlicher Livestream-Broadcast auf Ustream, wobei Rogan ihn als „Redban und Rogan sitzen vorm Laptop und labern Stuss“ beschrieb. Im August 2010 wurde der Podcast in „The Joe Rogan Experience“ umbenannt und war Teil der 100 am häufigsten heruntergeladenen Podcasts bei iTunes. 2011 übernahm SiriusXM Satellite Radio die Produktion des Podcasts. Im Podcast unterhalten sich sehr unterschiedliche Gäste mit Rogan über Ereignisse, politische Einstellungen, Philosophie, Ernährung, Comedy, Hobbys und viele andere Themen. Im Januar 2015 wurde der Podcast elf Millionen Mal heruntergeladen. Im Oktober desselben Jahres wurde der Podcast sechzehn Millionen Mal heruntergeladen, was ihn zu einem der beliebtesten Podcasts weltweit machte. Zu seinen Gästen zählen unter anderen Elon Musk, Edward Snowden, Neil deGrasse Tyson, Randall Carlson, Graham Hancock, Bret Weinstein, Sam Harris, Bill Burr, Joey Diaz, Tom Segura, Theo Von, Duncan Trussell, Steve-O und Rhonda Patrick. Im Bereich der Politik hatte Rogan Gäste aus dem gesamten politischen Spektrum. Unter anderem waren vom progressiv-linken Spektrum Cenk Uygur, Ana Kasparian, Kyle Kulinski, Jimmy Dore und Russell Brand Gäste. Rogan interviewte aber auch vom rechten Spektrum Alex Jones, Ben Shapiro, Steven Crowder, Milo Yiannopoulos, Gavin McInnes und Jordan Peterson.
Rogans Zuhörer sind größtenteils jung und zu 80 Prozent männlich.
Rogan unterschrieb einen mehrjährigen – bis 2024 laufenden, mit insgesamt 250 Mio. Dollar vergüteten  –  Vertrag bei Spotify, wie Spotify im Mai 2020 bekanntgab. Der Podcast hatte am 1. September 2020 sein Debüt bei Spotify, im Jahr 2025 folgen ihm ca. 14 Millionen Hörer. Anfang 2022 drohten Neil Young und Joni Mitchell, ihre Musik vom Streamingdienst zu nehmen, da Rogan vorgeworfen wurde, die COVID-19-Pandemie zu verharmlosen. Joe Rogan reagierte auf die Vorwürfe Ende Januar 2022 mit einem Video, in dem er seine Gespräche mit umstrittenen Wissenschaftlern wie Robert W. Malone oder Peter A. McCullough verteidigte. Es sei ihm um interessante Gespräche gegangen und nicht darum, Falschinformationen zur COVID-19-Pandemie zu verbreiten. Gleichwohl räumte er Fehler ein. Er wolle künftig stärker darauf achten, unterschiedlichen Meinungen Raum zu gewähren. Einer Kennzeichnung seiner Beiträge durch Spotify, die Zuhörer zu wissenschaftlich fundierten Informationen aus verlässlichen Quellen führen soll, stimmte er zu.
Im März 2025 interviewte Rogan mit einer Woche Abstand den Verschwörungstheoretiker Ian Carroll und den selbsternannten Historiker und Holocaustleugner Darryl Cooper. Rogan widersprach Coopers Thesen nicht und lobte ihn für seinen „Mut“ und seine „Wohltätigkeit“.

## Leben
Rogan heiratete Jessica Ditzel im Jahr 2009. Sie haben zwei Töchter, die 2008 und 2010 geboren wurden. Rogan ist auch Stiefvater der ersten Tochter seiner Frau. Zuerst wohnte die Familie in Boulder, Colorado, bevor sie für längere Zeit in Bell Canyon, Kalifornien lebte. Im August 2020 zogen sie nach Austin, Texas um.
Rogan ist 1,71 m groß und wiegt circa 88 kg, was ihn im Kampfsport in die Mittelgewichtsklasse fallen lässt. An seinen Händen und Füßen hat er die Weißfleckenkrankheit.
1996 begann Rogan brasilianisches Jiu-Jitsu unter Carlson Gracie in Hollywood zu trainieren. Er trägt den schwarzen Gürtel in Eddie Bravo’s 10th Planet Jiu-Jitsu. Ebenfalls trägt er den schwarzen Gürtel im brasilianischen Jiu-Jitsu unter Jean Jacques Machado.
Rogan wurde katholisch erzogen. Er ging auf eine katholische Schule, trat aber aus der Kirche aus und bezeichnet sich als Agnostiker. Er kritisiert die katholische Kirche häufig. Er hält sie für eine Institution der Unterdrückung.
Rogan setzt sich für die Legalisierung von Cannabis ein und glaubt, dass der Konsum viele positive Effekte habe. Er unterstützt außerdem die Einnahme von LSD, Pilzen und DMT, um bewusstseinserweiternde Erfahrungen zu sammeln und seine Wahrnehmung zu schärfen.
Er ist Jäger und Teil der „Eat What You Kill“ Bewegung, die sich gegen Massentierhaltung und Missbrauch von Tieren in der Lebensmittelindustrie einsetzt. Rogan hat sich gegen die Beschneidung von Kindern ausgesprochen. Er sagt, dass dieses Ritual keine wissenschaftlich nachgewiesenen Vorteile habe.

## Politische Einordnung
Rogan gehört keiner Partei an, er wurde jedoch 2020 teils als libertär, teils als links eingeordnet. Er unterstützte Ron Paul bei seinem Kampf um die Präsidentschaft im Jahre 2012 und Gary E. Johnson im Jahre 2016. 2020 hatte Rogan jedoch die damalige Demokratin Tulsi Gabbard unterstützt und sie aufgerufen, 2020 für die Präsidentschaft zu kandidieren. Ab Januar 2020 unterstützte er den aussichtsreicheren, als „demokratischer Sozialist“ bekannten Bernie Sanders, den er auch in seinem Podcast zu Gast hatte. Später wandte er sich von den Demokraten ab. Ihm missfielen die Einschränkungen während der COVID-19-Pandemie, die durch die Regierung der Demokraten verhängt wurden, sowie die angebliche Tendenz der progressiven Linken zur „Zensur“ von „heterosexuellen weißen Männern“. Wenige Tage vor der Präsidentschaftswahl 2024 lud er Donald Trump in seinen Podcast ein. Das Gespräch wurde binnen eines Monats über 50 Millionen Mal auf YouTube abgerufen. Einen Tag vor der Präsidentschaftswahl gab Rogan seine Unterstützung für Trump bekannt. Beobachter führen einen Teil von Trumps Wahlerfolg auf den Auftritt bei Rogan zurück.
Schon vor dieser Kehrtwende wurde Rogan von amerikanischen Linken teils kritisch gesehen und abgelehnt. Unter anderem werden ihm transphobe Aussagen vorgeworfen. Nach Einschätzung von Shant Mesrobian, der an der Obama-Wahlkampagne beteiligt war, könne die Ablehnung darauf zurückgeführt werden, dass Teile der amerikanischen Linken heute stärker auf die richtigen „kulturellen Signale“ Wert legten als auf tatsächliche Politik. Auf Vox ordnet Zack Beauchamp die unterschiedliche Bewertung Rogans in den Konflikt um die Ausrichtung der politisch Linken insgesamt ein, der zwischen einer Identitätspolitik für marginalisierte Randgruppen und einer Klassenpolitik für enttäuschte, weiße Arbeiter bestehe. Rogans Zuhörer würden vor allem aus der letztgenannten Demographie kommen. Rogan selbst äußert sich auch immer wieder kritisch zu einer linken Identitätspolitik und Political Correctness.
2025 ordnete ihn die FAZ als Teil der rechten Szene ein, der es schon lange nicht mehr darum gehe, „alternativen Stimmen“ Raum zu geben, sondern um „Tabubruch, die Provokation, um ‚die Wahrheit‘“. Rogan spanne damit einen „Gegenentwurf zum rationalen, von Expertise getragenen politischen und wissenschaftlichen Diskurs“, womit er – wie andere Podcaster aus der sogenannten Manosphere – „dickes Geld“ verdiene. Vox beschrieb Rogan 2025 auf ähnliche Weise als „Held der Manosphere“ und als Teil eines breiteren Backlash gegen Feminismus und die MeToo-Bewegung. Rogan hatte zuvor geäußert, er halte Harvey Weinstein, dessen sexuelle Übergriffe die MeToo-Bewegung losgetreten hatten, für unschuldig.

## Filmographie und Diskographie

### Fernsehen
| Jahr                 | Titel                             | Rolle                                            | Anmerkungen                                       |
| -------------------- | --------------------------------- | ------------------------------------------------ | ------------------------------------------------- |
| 1994                 | Hardball                          | Frank Valente                                    |                                                   |
| 1995–1999            | NewsRadio                         | Joe Garrelli                                     |                                                   |
| 1996                 | MADtv                             | Er selbst als Gastauftritt                       | Staffel 2, Episode 7                              |
| 1997                 | Bruce Testones, Fashion Fotograph | Schreiber, er selbst                             |                                                   |
| 1997–present         | Ultimate Fighting Championship    | Interviewer (1997–2002) Kommentator (2002–heute) |                                                   |
| 2001–2002            | Late Friday                       | Moderator                                        |                                                   |
| 2001–2006; 2011–2012 | Fear Factor                       | Moderator                                        |                                                   |
| 2002                 | Just Shoot Me!                    | Chris                                            | Staffel 6, Episode 16: A Beautiful Mind           |
| 2003                 | Good Morning, Miami               | Er selbst                                        | Staffel 1, Episode 17: Fear and Loathing in Miami |
| 2003–2004            | The Man Show                      | Er selbst                                        | Moderator                                         |
| 2003–2004            | Chappelle’s Show                  | Er selbst                                        | Staffel 1, Episode 4 Staffel 2, Episode 12        |
| 2003–2007            | Last Comic Standing               | Talentsucher                                     |                                                   |
| 2005–2008            | The Ultimate Fighter              | Ansager                                          |                                                   |
| 2006                 | Inside the UFC                    | Moderator                                        |                                                   |
| 2007–2009            | UFC Wired                         | Moderator                                        |                                                   |
| 2009                 | Game Show in My Head              | Moderator                                        |                                                   |
| 2012–2013            | UFC Ultimate Insider              | Er selbst                                        |                                                   |
| 2013                 | Joe Rogan Questions Everything    | Moderator                                        |                                                   |
| 2015                 | Silicon Valley                    | Er selbst                                        | Staffel 2, Episode 6: Homicide                    |

### Filme und Dokumentarfilme
| Jahr | Titel                                       | Rolle            |
| ---- | ------------------------------------------- | ---------------- |
| 2002 | It’s a Very Merry Muppet Christmas Movie    | Er selbst, Cameo |
| 2007 | The Union: The Business Behind Getting High | Er selbst        |
| 2007 | American Drug War: The Last White Hope      | Er selbst        |
| 2010 | DMT: The Spirit Molecule                    | Er selbst        |
| 2010 | Venus & Vegas                               | Richie           |
| 2011 | Zookeeper                                   | Gale             |
| 2012 | Here Comes the Boom                         | Er selbst        |
| 2017 | Bright                                      | Er selbst        |

### Comedy-Programme
| Jahr | Titel                            | Format      |
| ---- | -------------------------------- | ----------- |
| 2000 | I’m Gonna Be Dead Someday …      | CD          |
| 2000 | Voodoo Punanny                   | CD single   |
| 2001 | Live from the Belly of the Beast | DVD         |
| 2006 | Joe Rogan: Live                  | DVD         |
| 2007 | Shiny Happy Jihad                | CD          |
| 2010 | Talking Monkeys in Space         | CD, DVD     |
| 2012 | Live from the Tabernacle         | Online      |
| 2014 | Rocky Mountain High              | Set, online |
| 2016 | Triggered                        | Netflix     |
| 2018 | Strange Times                    | Netflix     |

## Auszeichnungen
- Teen Choice Award
  - Choice TV Reality/Variety Host for Fear Factor (2003, nominiert)
- World MMA Awards
  - 2011 MMA Personality of the Year
  - 2012 MMA Personality of the Year
  - 2014 MMA Personality of the Year
  - 2015 MMA Personality of the Year
  - 2016 MMA Personality of the Year[86]
  - 2017 MMA Personality of the Year[87]
- Wrestling Observer Newsletter
  - 2010 Best Television Announcer
  - 2011 Best Television Announcer[88]